# Birya
Birya (hébreu : בִּירִיָּה) ou Biriyya en arabe est un village agricole du nord d’Israël. Situé en Haute-Galilée, près de Safed, il relève de la juridiction du conseil régional de Merom HaGalil. En 2022, il était habité par 872 personnes.

## Histoire

### Antiquité
Une ville nommée Birya est mentionnée dans le Talmud. Selon le Fonds national juif (FNJ), des Hébreux y vivaient à l’époque du Talmud.

### Période ottomane
Au début de la période ottomane, la population du village est mixte, comprenant à la fois des musulmans et des juifs. Il est avancé que le rabbin Joseph Karo, auteur du Choulhan Aroukh, a achevé le doublement de l’Orah Hayim à Birya. À la fin du XVIe siècle, la communauté juive abandonna le village. À la fin du XIXe siècle, le village n’était donc peuplé que par une communauté arabe musulmane. En 1908, le baron Rothschild acheta des terres à Birya pour les fermiers de Rosh Pina.

### Mandat britannique

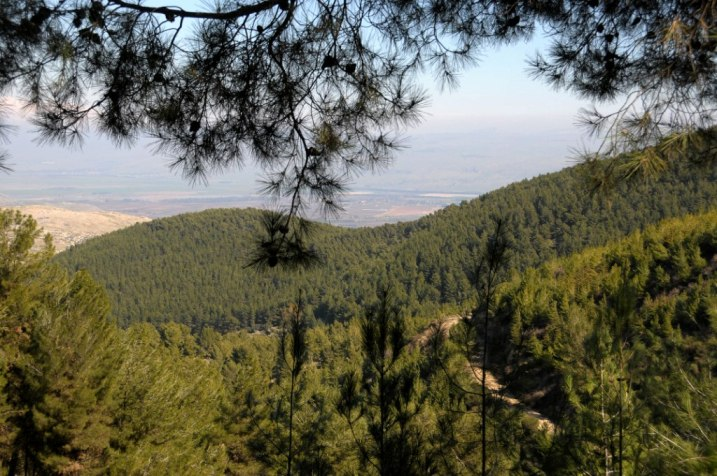
Forêt de Birya.

Un groupe de colons juifs s’implanta en 1922, mais ils échouèrent dans leurs efforts pour établir une communauté durable. Les terres furent rendues au FNJ, qui commença les travaux d’afforestation.
En 1945, un second groupe de colons du mouvement des kibboutz religieux s’installa sur un site proche de la forteresse de Birya. En février 1946, après une attaque du camp de la légion arabe installé à proximité, l’armée britannique fouilla le village et découvrit es armes. Tous les membres du kvutza furent arrrêtés et le village occupé par l’armée britannique. Des milliers de Juifs réinstallèrent un village à proximité du premier site.
Les Britanniques retirèrent leurs troupes deux mois après, et les prisonniers ne furent libérés qu’à l’été. En 1947, Birya avait une population de 150 Juifs.

### Période contemporaine
Un nouveau groupe de colons effectua la troisième fondation de Birya en 1971. C’est une des colonies touchées par les tirs de roquettes Katioucha du Hezbollah pendant la guerre du Liban de 2006. Des efforts ont été faits pour restaurer la forêt qui a souffert pendant la guerre.
Actuellement, le village est une banlieue de Safed.

## Forêt de Birya
La forêt est plantée par le FNJ dans les années 1940 avec le soutien d’organisations de Palestine, des organisations de juifs Mizrahi de Grande-Bretagne, et des femmes Mizrahi de Grande-Bretagne et des États-Unis. La forêt dissimule les ruines de six villages palestiniens dont Ayn al-Zaytun, Dishon, Alma, Amka, Qaddita, et Biriyya. Quelques ruines subsistent, et ont été aménagées en aire de pique-nique le long du sentier du combattant. Cette forêt combine plusieurs éléments de visant à dissimuler et nier l’existence du peuple palestinien préalablement à l’installation de juifs : destruction de villages, dissimulation des ruines par la végétation, falsification de la présentation des ruines d’Ayn al-Zaytun (présentées comme les ruines antiques de Ille). Les boustans, les vergers domestiques, ont subsisté, et sont décrits sur les panonceaux du FNJ comme des arbres autochtones sauvages, arrivés seuls ici, en dissimulant leur origine palestinienne ce qui est une pratique courante du FNJ pour déshistoriciser le passé arabe de la Palestine et la judaïser. Selon John Docker, ces pratiques de mémoricide sont constitutives d’un crime de génocide à l’encontre du peuple palestinien.